# Станча (Требишів)
Станча (словац. Stanča) — село в окрузі Требишів Кошицького краю Словаччини. Площа села 5,5 км². Станом на 31 грудня 2016 року в селі проживало 415 жителів.
Протікає річка Хлмец.

## Історія
Перші згадки про село датуються 1330 роком.

## Населення
| Рік:            | 1994. | 2004.   | 2014. | 2024.   |
| --------------- | ----- | ------- | ----- | ------- |
| Кількість осіб: | 425   | 440     | 418   | 421     |
| Різниця:        |       | +3,52 % | -5 %  | +0,71 % |

| Рік:            | 2023. | 2024.   |
| --------------- | ----- | ------- |
| Кількість осіб: | 414   | 421     |
| Різниця:        |       | +1,69 % |